# Eumerus parasiticus
Eumerus parasiticus är en tvåvingeart som först beskrevs av Seguy 1955.  Eumerus parasiticus ingår i släktet månblomflugor, och familjen blomflugor. Inga underarter finns listade i Catalogue of Life.